# Emma-Éléonore de Promnitz-Dittersbach
Emma-Éléonore de Promnitz-Dittersbach (en allemand Eleonore von Promnitz-Dittersbach) est née à Dittersbach (Allemagne) le 7 mai 1688 et meurt à Kostritz le 12 mai 1776. Elle est une noble allemande, fille de Jean Cristophe de Promnitz-Dittersbach (1661-1689) et d'Anne Saurma de Jeltsch (1663-1708). 

## Mariage et descendance
Le 6 mai 1704 elle se marie à Breslau avec Henri XXIV de Reuss-Kostritz (1681-1748), fils du comte Henri Ier de Reuss-Schleiz (1639-1692) et de sa troisième femme, la comtesse Anne-Élisabeth de Sinzendorf (1659-1683). Le couple a les enfants suivants :
- Henri V (1706-1713)
- Henri VI (1707-1783), comte de Reuss-Kostritz, marié avec Henriette Casado Huguetan (1725-1761).
- Henri VIII (1708-1710)
- Louise (1710-1756)
- Henri IX de Reuss-Kostritz (1711-1780).
- Sophie (1712-1781), mariée avec le comte Rochus Frédéric de Lynar
- Henri X (1715-1741)
- Henri XIII (1716-1717)
- Henri XVI (1718-1719)
- Conradine de Reuss-Kostritz (1719-1770), mariée avec le comte Henri XI Reuss-Greiz (1722-1800).
- Henri XXIII (1722-1787), comte de Reuss-Kostritz.